# LATAM アルヘンティナ
LATAM アルヘンティナ（らたん あるへんてぃな、LATAM Argentina）は、かつてアルゼンチンの航空会社で、チリのLATAM チリ（LATAM航空グループ）のグループ企業だった。2020年に運航を停止した。

## 概要
LATAM　アルヘンティナは、ラン・アルヘンティナ航空として2005年に設立された。当時出資比率は、チリのラン航空が49％であり、残りはアルゼンチンの投資会社および投資家となっている。
就航地は、20ヶ所にもおよび、世界最南端の国際空港ウシュアイア国際空港、ブラジルのサンパウロ、ペルーのリマ、チリのサンチャゴ・デ・チリ、アメリカ合衆国のマイアミ、ドミニカ共和国のプンタカナとなっている。
航空券の座席予約システム（CRS）は、アマデウスITグループが運営するアマデウスを利用している。

2007年4月1日に、航空連合のワンワールドにアフィリエイトメンバーとして加盟した。

## 就航地

### アルゼンチン国内
- アルゼンチン

ハブ空港
ブエノスアイレス　ホルヘ・ニューベリー空港 / エセイサ国際空港
就航地の一部
サルタ / サン・ミゲル・デ・トゥクマン / メンドーサ / コルドバ
コモドーロ・リバダビア  / ウシュアイア

### アルゼンチン国外
- チリ

サンチャゴ・デ・チリ
- ペルー

リマ
- ブラジル

サンパウロ
- アメリカ合衆国

マイアミ
- ドミニカ共和国

プンタカナ

## 保有飛行機
- エアバスA320型機 11機
- ボーイング767型機 3機